# (38466) 1999 TU29
1999 TU29 (asteroide 38466) é um asteroide da cintura principal. Possui uma excentricidade de 0.03503960 e uma inclinação de 1.53590º.
Este asteroide foi descoberto no dia 4 de outubro de 1999 por LINEAR em Socorro.